# Sylvie Courvoisier
Pour les articles homonymes, voir Courvoisier.
Sylvie Courvoisier est une pianiste, improvisatrice et compositrice suisse née à Lausanne le 30 novembre 1968.

## Biographie
Sylvie Courvoisier naît le 30 novembre 1968 à Lausanne,. C'est son père, pianiste amateur féru de jazz, qui l'encourage à se mettre au piano. 
Elle étudie aux conservatoires de Montreux et de Lausanne ainsi qu'en privé avec Franco d'Andrea et Jacques Demierre (en), dont elle rejoint le groupe T.S.T (Le Tout sur le Tout). 
Elle se produit également avec le quartet de Michel Godard, avec Fred Frith, Enrico Rava et Joachim Kühn, notamment, et effectue des tournées en duo avec Mark Nauseef (en), Mark Feldman et Thomas Chapin (en), et en trio avec Chapin et Yuri Honing (en). 
Son premier groupe, Ocre de Barbarie, interprète des versions de sa pièce multimédia pour métronomes, automates, orgue de barbarie (joué par Pierre Charial), piano, tuba, saxophone, violon (Mark Feldman) et percussions (Mark Nauseef). 
Sylvie Courvoisier dirige aussi un quintette de jazz, avec lequel elle enregistre en 1994, et travaille ensuite dans des groupes de musique nouvelle et d'improvisation libre. 
À la fin des années 1990, elle dirige un quartet composé du trompettiste Cuong Vu, d'Erik Friedlander et de Jim Black, relance le duo avec Feldman, et forme des duos avec Demierre, le percussionniste Lucas Niggli et Frith, et poursuit également Ocre en trio (avec Charial et Godard) tout en se produisant en tant que soliste sans accompagnement. 
Depuis 1998, elle est installée à New York,. 
En août 2000, Sylvie Courvoisier épouse Mark Feldman. 
Comme interprète, son jeu s'inspire d'artistes divers tels Cecil Taylor, Thelonious Monk, György Ligeti et Olivier Messiaen. 
Comme créatrice, son univers mêle jazz, musique contemporaine et improvisation. Elle collabore régulièrement avec John Zorn, Yusef Lateef, Ikue Mori, Joey Baron et Evan Parker. 
Comme compositrice, elle écrit aussi de la musique pour le théâtre et la danse. 
En 2025, Sylvie Courvoisier est lauréate du Grand Prix suisse de musique. 

## Discographie

### Sous son nom
- 1994 : Sauvagerie courtoise (Unit Records)
- 1997 : Ocre : Music for barrel organ, piano, tuba, bass and percussion (Enja)
- 2000 : Y2K (Enja)
- 2003 : Abaton (ECM)
- 2007 : Lonelyville[5] (Intakt)
- 2007 : Signs and Epigrams (Tzadik)
- 2014 : Double Windsor (Tzadik)
- 2018 : D'Agala[6] (Intakt)
- 2020 : Free Hoops[7] (Intakt)
- 2022 : OCRE - Live at Jazzfestival Willisau 1997 (Catalytic Sound)
- 2023 : Chimaera (Intakt)
- 2024: To be other-wise (Intak Records)[8]

### Avec Mark Feldman

#### En duo
- 1999 : Music for Violin and Piano (Avant)
- 2004 : Masada Recital (Tzadik)
- 2006 : Malphas: Book of Angels Volume 3 (Tzadik)
- 2010 : Oblivia (Tzadik)
- 2013 : Live at Théâtre Vidy-Lausanne[9] (Intakt Records)
- 2019 : Time Gone Out[10] (Intakt)

#### En quartet
- 2010 : To Fly to Steal[11] (Intakt)
- 2011 : Hôtel du nord[12] (Intakt)
- 2014 : Birdies for Lulu[13] (Intakt)

### Collaborations
- 1996 : Birds of a Feather (Unit Records)
- 1999 : Lavin (Intakt, avec Lucas Niggli)
- 2000 : Deux pianos[14] (Intakt, avec Jacques Demierre)
- 2002 : Passagio[15] (Intakt, avec Joëlle Léandre et Susie Ibarra)
- 2002 : Black Narcissus (Tzadik, avec Mephista (Ikue Mori et Susie Ibarra))
- 2004 : Entomological Reflections (Tzadik, avec Mephista (Ikue Mori et Susie Ibarra))
- 2006 : Albert (Leo records, avec Mark Nauseef, Ikue Mori et Walter Quintus)
- 2008 : Alien Huddle[16] (Intakt, avec Lotte Anker et Ikue Mori)
- 2010 : Every so often (Prime Source, avec Ellery Eskelin)
- 2010 : As Soon as Possible (Cam Jazz, avec Vincent Courtois et Ellery Eskelin)
- 2014 : Either Or And (Relative Pitch Records, avec Evan Parker)
- 2016 : Miller's Tale[17] (Intakt, avec  Mark Feldman, Evan Parker, Ikue Mori)
- 2016 : Salt Task (Relative Pitch, avec  Nate Wooley et Chris Corsano)
- 2017 : Crop Circles (Relative Pitch, avec Mary Halvorson)
- 2018 : Noise of Our Time[18] (Intakt, avec Ken Vandermark, Nate Wooley et Tom Rainey)
- 2019 : Pulse (Boomslang Records, avec Alfred Vogel)
- 2019 : Hoodoos (Intakt, avec Jacques Demierre)
- 2021 : Lockdown (Clean Feed Records, avec  Ned Rothenberg et Julian Sartorius)
- 2021 : Searching for the Disappeared Hour (Pyroclastic Records, avec Mary Halvorson)
- 2023 : The Rite of Spring - Spectre d'un songe (Pyroclastic Records, avec Cory Smythe)

### Sidewoman

#### Avec John Zorn
- 2001 : Cobra (Tzadik)
- 2009 : Femina (Tzadik)
- 2010 : Dictée/Liber Novus (Tzadik)

#### Avec Erik Friedlander
- 2010 : 50 Miniatures for improvising Quintet (Skipstone)
- 2013 : Claws & Wings (Skipstone)

#### Avec Herb Robertson
- 2005 : Real Aberration (Clean Feed)
- 2007 : Elaboration (Clean Feed)

#### Autres
- 1995 : Jacques Demierre / Le tout sur le tout (MGB)
- 1996 : Michel Godard / Una Mora (Hopi)
- 2014 : Phantom Orchard Ensemble / Through The Looking-Glass (Tzadik)

## Distinctions
- 2010 : Grand prix de la Fondation vaudoise pour la culture
- 2013 : La NYFA (New York Fondation for the Art)
- 2017 : prix du Jazz de la Fondation SUISA
- 2018 : Prix suisse de la musique[4],[19]
- 2018 : Fondation for Contemporary Arts Grants to Artist Awards[20]
- 2022 : Deutscher Jazzpreis[4]
- 2025 : Grand Prix suisse de musique[4]